# Park ks. Feliksa Michalskiego w Poznaniu
Park ks. Feliksa Michalskiego − dawny park dworski zlokalizowany na terenie poznańskiego Junikowa, przy ulicy Grunwaldziej w pobliżu skrzyżowania z ulicą Junikowską, na tyłach dochodzi do skrzyżowania ulic Prośnickiej i Żywocickiej. W rejonie parku znajdują się źródła Ceglanki.

## Charakterystyka

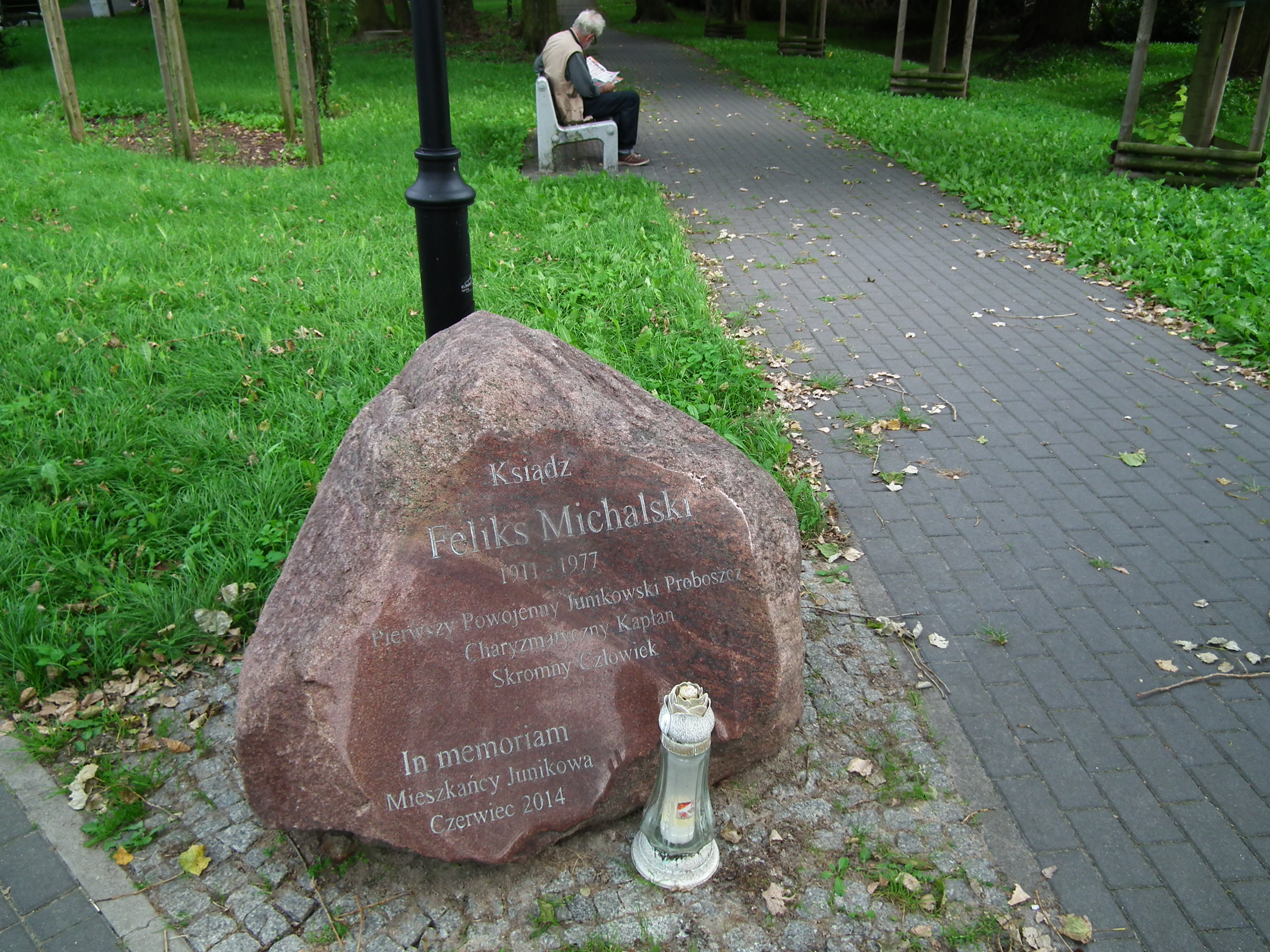
Głaz Michalskiego

Tereny parkowe zostały zrewitalizowane w początkach XXI w. z inicjatywy, dzięki staraniom i pozyskaniu funduszy przez Radę Osiedla Junikowo. W obrębie parku znajduje się kort tenisowy, plac zabaw dla dzieci i estrada. Teren parku jest oświetlony. W parku odbywają się festyny osiedlowe.
Nadanie parkowi imienia księdza Feliksa Michalskiego nastąpiło uchwałą Rady Miasta Poznania z dnia 8 kwietnia 2014 z inicjatywy Rad Parafialnych Parafii św. Andrzeja Boboli i Parafii NMP z La Salette. Uroczystości związane z nadaniem imienia parkowi oraz odsłonięciem pomnika-głazu z tablicą pamiątkową odbyły się 14 czerwca 2014 r. z udziałem ks. biskupa Zdzisława Fortuniaka.
Patron parku, ks. mgr Feliks Michalski (1911-1977) w latach 1948-1974 był proboszczem Parafii św. Andrzeja Boboli, odbudował kościół parafialny po II wojnie światowej. Upamiętnia go głaz pamiątkowy umieszczony przy jednej z alejek w czerwcu 2014.